# Metopina tanjae
Metopina tanjae är en tvåvingeart som beskrevs av Ronald Henry Lambert Disney och Prescher 2003. Metopina tanjae ingår i släktet Metopina och familjen puckelflugor. Inga underarter finns listade i Catalogue of Life.